# Adam Leszczyński
Adam Janusz Leszczyński (ur. 26 listopada 1975 w Warszawie) – polski historyk, socjolog, dziennikarz i publicysta, doktor habilitowany nauk społecznych, profesor nadzwyczajny w SWPS Uniwersytecie Humanistycznospołecznym, wcześniej w Instytucie Studiów Politycznych PAN, członek zespołu „Krytyki Politycznej” oraz współzałożyciel OKO.press.

## Życiorys
W 1999 ukończył studia historyczne na Uniwersytecie Warszawskim. W latach 1998–2000 był członkiem zarządu Collegium Invisibile. Na Wydziale Historycznym Uniwersytetu Warszawskiego uzyskał w 2006 stopień naukowy doktora nauk humanistycznych w dziedzinie historii na podstawie napisanej pod kierunkiem Marcina Kuli rozprawy pt. NSZZ „Solidarność” w wybranych ośrodkach. Analiza lokalnej dynamiki ruchu w latach 1980–1981. W 2017 na podstawie dorobku naukowego oraz monografii pt. Skok w nowoczesność. Polityka wzrostu w krajach peryferyjnych 1943–1980 w Wydziale Filozofii i Socjologii UW nadano mu stopień doktora habilitowanego nauk społecznych w dyscyplinie socjologia.
Od 1993 do 2017 związany z „Gazetą Wyborczą” – od 2000 pracował w dziale nauki i redagował dodatek „Komputer”, od 2005 w dziale opinii.
Pisze artykuły naukowe, historyczne i socjologiczne, reportaże (m.in. z Etiopii, Boliwii i Malawi), zajmował się też recenzowaniem gier komputerowych. Należy do zespołu „Krytyki Politycznej” oraz zespołu serwisu OKO.press. Współpracował z „Newsweekiem”, „Polityką”, „Przekrojem”, „ResPubliką Nową”, „Wiedzą i Życiem” i „National Geographic”.
Laureat stypendiów i nagród, m.in. Fundacji Kultury, Ministra Edukacji Narodowej, Fundacji na rzecz Nauki Polskiej. Stypendysta tygodnika „Polityka”.
Od 11 kwietnia 2024 p.o. dyrektora Instytutu Myśli Politycznej im. Gabriela Narutowicza. W kwietniu 2025 został dyrektorem tej instytucji.
Żonaty z Zofią Smełką-Leszczyńską.

## Publikacje książkowe
- Obrońcy pańszczyzny (2022, Krytyka Polityczna, ISBN 978-8367075-78-7)
- Ludowa historia Polski. Historia wyzysku i oporu. Mitologia panowania (2020, WAB, ISBN 978-83-280-8347-9)
- No dno po prostu jest Polska. Dlaczego Polacy tak bardzo nie lubią swojego kraju i innych Polaków (2017, WAB, ISBN 978-83-280-4766-2)
- Eksperymenty na biednych – Polityczny, moralny i ekonomiczny spór o to jak pomagać skutecznie (2016, Krytyka Polityczna, ISBN 978-83-65369-30-7)
- Zbawcy mórz (2014, Wielka Litera, ISBN 978-83-63387-95-2)
- Skok w nowoczesność. Polityka wzrostu w krajach peryferyjnych 1943–1980 (2013, Krytyka Polityczna, ISBN 978-83-63855-29-1)
- Dziękujemy za palenie. Dlaczego Afryka nie może sobie poradzić z przemocą, głodem, wyzyskiem i AIDS (2012, PAH, ISBN 978-83-63069-27-8; dostępna w formacie PDF w serwisie PAH, zob. niżej)
- Anatomia protestu. Strajki robotnicze w Olsztynie, Sosnowcu i Żyrardowie, sierpień – listopad 1981 (2006, Trio, ISBN 978-83-7436-104-0);
- Naznaczeni. Afryka i AIDS (2003, Trio, ISBN 83-88542-57-5);
- Szkolny poradnik internetowy – część 1 (2000, PWN, ISBN 83-01-13257-4);
- Sprawy do załatwienia (2000, Trio, ISBN 83-85660-93-3, uhonorowana nagrodą I stopnia im. Jana Józefa Lipskiego).